# 广播电视管理条例
《广播电视管理条例》是由中华人民共和国国务院发布的行政法规，主要规定了广播电视的有关运作方面。

## 意义
该规定在一定程度上规范了广播电视节目的制作播出、广播电视频率的发射和接收等内容。